# Lista över Sri Lankas presidenter

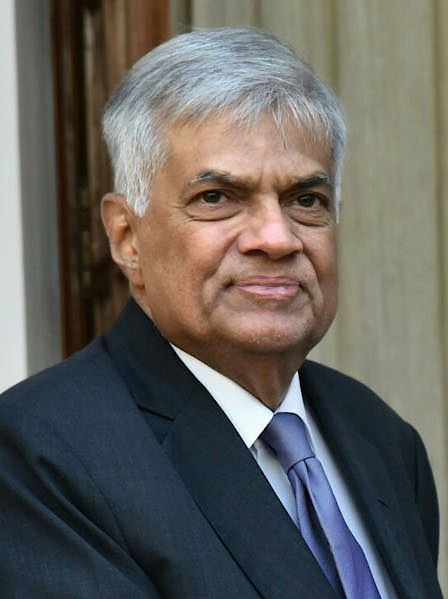
Ranil Wickremesinghe, Sri Lankas president 2022–2024.

Detta är en lista över Sri Lankas presidenter.
- 1972–1978 William Gopallawa
- 1978–1989 Junius Richard Jayawardene
- 1989–1993 Ranasinghe Premadasa
- 1993–1994 Dingiri Banda Wijetunge
- 1994–2005 Chandrika Kumaratunga
- 2005–2015 Mahinda Rajapaksa
- 2015–2019 Maithripala Sirisena
- 2019-2022 Gotabaya Rajapaksa
- 2022–2024 Ranil Wickremesinghe
- 2024– Anura Kumara Dissanayake